# Università federale di Bahia
L'Università federale di Bahia (Universidade federal da Bahia, UFBA) è un ente di istruzione superiore brasiliana a livello federale, con sede a Salvador in Bahia e distaccamenti a Barreiras e Vitória da Conquista.